# D1 (motorväg, Slovakien)

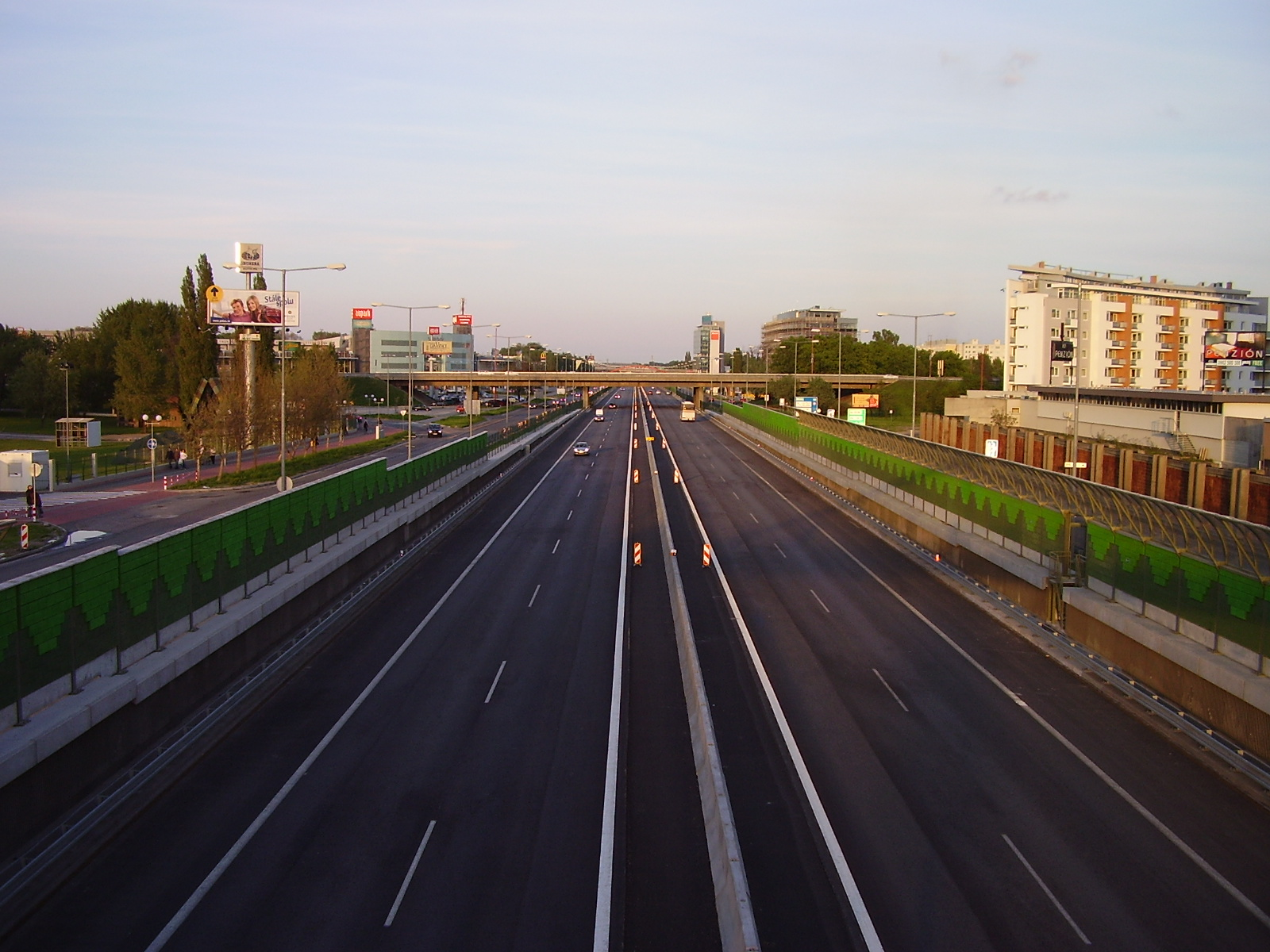
D1 vid Bratislava.

D1 är en motorväg i Slovakien som ännu inte här helt färdig. En del går mellan Bratislava och Žilina. Den del som går närmast Žilina är nybyggd. Därefter är det en del som inte är färdig och sedan kommer ett avsnitt mellan Sliace och Važec. Ännu en bit kommer sedan som inte är färdig för att sedan gå mellan Prešov och Košice. Dessa nämnda delar håller på att byggas ihop så att detta blir en enda längre motorväg. Motorvägsbygget mellan huvudstaden och Žilina var en del av det erbjudande som fick Hyundai/Kia att förlägga sin europafabrik till just Slovakien och Žilina. Motorvägen håller dessutom på att förlängas mot gränsen till Ukraina där den då kommer att ansluta till det ukrainska vägnätet.